# Lokator (film 1927)
Lokator (tytuł oryg. The Lodger – A Story of the London Fog) – brytyjski niemy dreszczowiec kryminalny z 1927 w reżyserii Alfreda Hitchcocka i według scenariusza Eliota Stannarda. Jest on pierwszą ekranizacją opublikowanej w 1913 bestsellerowej powieści The Lodger autorstwa Marie Belloc Lowndes. Akcja rozgrywa się w londyńskiej dzielnicy Bloomsbury, w czasach seryjnych, cotygodniowych morderstw, dokonywanych przez niezidentyfikowanego „Mściciela”. Pewnego wieczora w domu państwa Buntingów (Marie Ault, Arthur Chesney) zjawia się tajemniczy nieznajomy mężczyzna (Ivor Novello), chcący wynająć pokój.
Film uzyskał w większości pochlebne recenzje od krytyków oraz był entuzjastycznie przyjęty przez publiczność, stając się pierwszym komercyjnym sukcesem w dorobku Hitchcocka. Współcześnie uznawany za jeden z kluczowych obrazów, który w znacznym stopniu przyczynił się do rozwoju i ukształtowania dreszczowca jako gatunku filmowego. Lokator, określany mianem „pierwszego prawdziwie hitchcockowskiego filmu”, zapoczątkował charakterystyczny suspensowy styl reżysera, a zawarte w nim motywy przewodnie stały się elementami wyróżniającymi późniejszą twórczość Hitchcocka.

## Fabuła

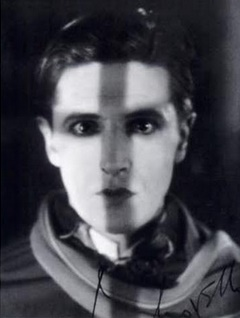
Ivor Novello jako lokator. Powyższy kadr jest przykładem na wykorzystanie ikonografii chrześcijańskiej

Film rozpoczyna się od ujęcia krzyczącej dziewczyny, a po chwili pojawia się neon z napisem: „Dzisiaj złociste loki” (nawiązujący do koloru włosów kobiety). Następnie widać leżącą młodą dziewczynę na ulicy, a w oddali zapalone latarnie. Kolejna z przerażonych kobiet rozmawia z policjantem. Reporter zapisuje jej słowa w otoczeniu ulicznych gapiów. Notatka z podpisem The Avenger („Mściciel”) znajduje się na ciele zamordowanej kobiety. Obecny na miejscu reporter dzwoni z budki telefonicznej, a jedna z kobiet – będąca świadkiem zdarzenia – opisuje wygląd napastnika. Zeznaje, że jego twarz była zasłonięta do połowy. Stojący obok mężczyzna imituje opis dla żartu, czym wzbudza strach u zeznającej. Dziennikarze intensywnie pracują, opisując kolejne morderstwo „Mściciela”. Coraz bardziej zaniepokojona społeczność spieszy się, by kupić świeżo rozwożoną prasę.
Tego samego wieczora, przebywająca na pokazie mody Daisy Bunting (June Tripp), wraz z innymi dziewczętami czyta w garderobie wiadomości dotyczące morderstwa. Ponieważ większość z nich to blondynki, postanawiają ukryć swój naturalny kolor pod perukami oraz czapkami. Bunting bagatelizuje i wyśmiewa obawy koleżanek. Ojciec dziewczyny (Arthur Chesney) kupuje na ulicy gazetę i przychodzi do domu, gdzie żona (Marie Ault) przygotowuje ciasto w obecności Joe Chandlera (Malcolm Keen), detektywa i przyjaciela Daisy. Przerażony Bunting pokazuje mu artykuł opisujący siódme morderstwo „Mściciela” i zarzuca opieszałość w działaniach policji. Gdy do domu wraca Daisy, córka właścicieli, Chandler żartuje, mówiąc jej, że podobnie jak „Mściciel”, jest „cięty na blondynki”. Następnie wycina z ulepionego ciasta kilka serc. Dziewczyna odrzuca jedno z nich, po czym Joe rozrywa je na pół. Pani Bunting cieszy się z „zalotów” pary, lecz jej mąż pozostaje bardziej powściągliwy. Lampa ścienna zaczyna migotać, kiedy do drzwi wejściowych Buntingów zbliża się cień mężczyzny. Po tym, jak rodzice Daisy wychodzą z kuchni, Chandler chwyta dziewczynę i ją całuje. Bunting w korytarzu przed drzwiami kuchennymi staje na krześle, by sprawdzić licznik energii elektrycznej, a żona otwiera frontowe drzwi. W oparach gęstej mgły ukazuje się jej sylwetka młodego mężczyzny (Ivor Novello), ubranego w czarną pelerynę. Większość twarzy zasłania mu owinięty szalik, a w ręku trzyma torbę. Powoli odsłania swoją twarz i pyta o możliwość wynajęcia pokoju. W tym czasie mąż właścicielki spada z krzesła. Usłyszawszy huk gospodyni idzie sprawdzić, co stało się jej mężowi. Daisy, widząc ojca leżącego na podłodze, śmieje się z niego. Właścicielka wraca do stojącego w progu drzwi tajemniczego mężczyzny i zaprasza go na górę, by pokazać pokój.
Rozglądając się po pokoju mężczyzna obserwuje wiszące na ścianach portrety jasnowłosych kobiet. Następnie podchodzi do okna, z którego zauważa na ulicy domokrążcę reklamującego kanapki, obwieszczającego morderstwa. Zamyka okno, po czym zakrywa twarz w dłoniach. Siada przy stole i wyjmuje pieniądze, chcąc zapłacić za miesiąc z góry. Właścicielka początkowo protestuje, lecz mężczyzna się wzdryga i prosi jedynie o odrobinę chleba z masłem i szklankę mleka. Wziąwszy pieniądze, gospodyni opuszcza pokój. Mężczyzna chowa czarną torbę do szafki. Kiedy pan Bunting zabawia córkę i Chandlera różnymi sztuczkami, właścicielka udaje się z posiłkiem do pokoju mężczyzny i patrzy, jak ten odwraca wiszące na ścianach portrety. Zakłopotany tłumaczy, że nie podobają mu się, i pyta czy nie można ich przewiesić. Z pomocą córki gospodyni zdejmuje pozostałe obrazy. Lokator, stojąc przy kominku, przygląda się córce właścicieli. Gdy kończą, Daisy schodzi na dół, gdzie w salonie całuje się z Chandlerem. Przeszkadza im wracająca z ostatnim obrazem pani Bunting. Detektyw żartuje i cieszy się z faktu, że lokator nie jest zainteresowany kobietami. W pewnej chwili wszyscy słyszą kroki mężczyzny na piętrze. Gdy spoglądają ku górze, ukazuje się im (w wyobraźni) widok lokatora od spodu, krążącego po pokoju.
Kilka dni później mężczyzna gra z Daisy w szachy. W międzyczasie Chandler wchodzi przez drzwi kuchenne, gdzie właścicielka usiłuje zawiązać mężowi krawat. Detektyw oznajmia, że dostał sprawę „Mściciela” i chciałby podzielić się nowiną z Daisy. Wyznaje, że gdy sprawca zostanie w końcu powieszony, on oświadczy się dziewczynie. Po tym, jak mąż gospodyni wychodzi z mieszkania, Daisy w żartach ucieka korytarzem przed Chandlerem, który zakłada na jej ręce kajdanki. Krzyk dziewczyny słyszy matka i lokator. Mężczyzna wychodzi z pokoju i z góry obserwuje przekomarzającą się parę. Pani Bunting schodzi po schodach i zabiera córkę, pozostawiając Chandlera samego, na którego nieustannie spogląda lokator. Detektyw udaje się za Daisy i jej matką do salonu, przepraszając dziewczynę za swe zachowanie. Daisy przyjmuje przeprosiny, po czym biegnie po schodach na górę. Chandler, nabierając podejrzeń, pyta właścicielkę, czy tajemniczy lokator nie skrzywdzi jej córki. Kobieta zapewnia go, że „nie jest on człowiekiem tego sortu”.

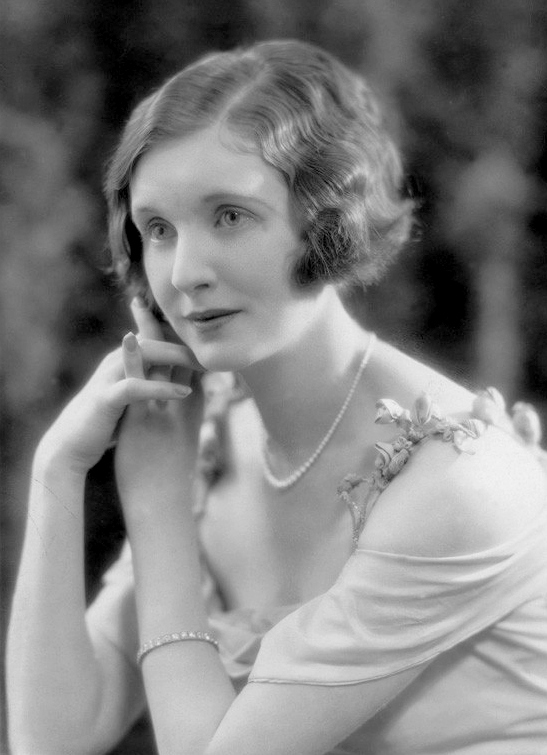
June Tripp (na zdj. w 1923), odtwórczyni roli Daisy Bunting

Dla zwiększenia bezpieczeństwa, ulice miasta patrolują funkcjonariusze policji, a kobiety poruszają się w obecności swoich mężów. Lokator Buntingów, w szaliku owiniętym wokół twarzy, wychodzi z domu. Kilka minut później dochodzi do kolejnego zabójstwa, a nieznajomy mężczyzna znika w ciemności. Wokół leżącej kobiety gromadzi się tłum. Przy jej ciele zostaje odnaleziona notatka od „Mściciela”. W tym samym czasie pani Bunting udaje się do pokoju lokatora. Odkrywa, że drzwi do szafki są zamknięte na klucz. Rankiem jej mąż natrafia na artykuł, opisujący morderstwo popełnione ostatniej nocy tuż za rogiem ulicy. Do domu właścicieli przychodzi poruszony ostatnim zabójstwem Chandler. Usłyszawszy krzyk Daisy, zaniepokojony udaje się na piętro, gdzie w pokoju zastaje ją w objęciach lokatora. Zazdrosny domaga się wyjaśnień. Daisy tłumaczy, że wystraszyła się myszy. Urażony zachowaniem i pretensjami detektywa lokator nakazuje mu opuszczenie pokoju. Mężczyzna zwraca uwagę właścicielce, że jeśli taka sytuacja powtórzy się, będzie zmuszony poszukać innego miejsca. Pani Bunting informuje męża, że zeszłej nocy lokator wychodził gdzieś późną porą. Podejrzewa, że to on może być poszukiwanym „Mścicielem”. Postanawia uniemożliwiać córce spotkania z nim na osobności. Wieczorem Daisy otrzymuje paczkę z zapakowaną sukienką, w której występowała po południu na pokazie mody. Mówi rodzicom, że lokator ją widział. Pan Bunting pakuje prezent i odnosi go na piętro. Tłumaczy mężczyźnie, że nie mogą przyjąć podarunku od nieznajomego. Gdy Daisy zażywa kąpieli, lokator stoi pod drzwiami i nasłuchuje śpiewu dziewczyny. Następnie – rozmawiając z nią przez drzwi od łazienki – pyta, czy nie jest zła na niego za sytuację z sukienką. Jednocześnie wyraża on obawę, że pan Bunting nie chce, aby jego córka wychodziła z nim, lecz Daisy bagatelizuje zakaz ojca.

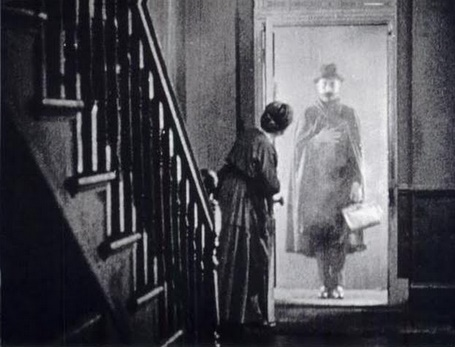
Ault i Novello w kadrze z filmu

Kiedy właścicielka orientuje się, że jej córka wyszła z domu z podejrzanym mężczyzną we wtorkowy wieczór przejść się po okolicy, jest przerażona. Spacerując ulicą, obydwoje siadają na ławce. Lokator chwyta Daisy za dłoń, po czym zaczynają się całować. Chandler z uwagą obserwuje zza rogu całą sytuację. Po chwili podchodzi do pary i żąda, by mężczyzna zostawił jego dziewczynę w spokoju. Daisy irytuje się zachowaniem zazdrosnego przyjaciela. Lokator odprowadza ją do domu, a następnie kontynuują przerwany wcześniej pocałunek. Po chwili, mimo nalegań ze strony córki właścicieli, odpycha ją. Do Buntingów przychodzi Chandler w asyście dwóch współpracowników. W pokoju zastaje całującą się parę. Pod pretekstem nakazu sądowego przeszukuje pokój lokatora. Detektywi znajdują czarną torbę, w której ukryta jest broń, mapy z planami morderstw dokonanych przez „Mściciela” oraz wycinki prasowe. Mężczyzna usiłuje wyjaśnić, że jego siostra była pierwszą z ofiar mordercy, lecz Chandler nie daje temu wiary i aresztuje lokatora. W czasie, gdy właścicielka mdleje, mężczyzna wykorzystuje zaistniałą sytuację i ucieka. Zziębnięty czeka na ławce pod latarnią na Daisy. Gdy ta go odnajduje, lokator opowiada jej historię swojej siostry. Wyznaje, że podąża tropem „Mściciela”, aby pomścić śmierć siostry. Daisy okrywa mężczyznę płaszczem i udaje się z nim do pubu, pomagając mu spożyć kieliszek brandy na rozgrzanie (ma on schowane dłonie pod płaszczem, na których są kajdanki). Następnie opuszczają lokal przed przybyciem Chandlera i jego ludzi. Gdy goście pubu orientują się, że podejrzany był w kajdankach, udają się w pościg za nim. Chandler, który telefonuje z lokalu do swego szefa, dowiaduje się, że „Mściciel” został ujęty przed kilkoma minutami. Uświadamia sobie, że lokator jest niewinny. Widząc wzburzony, goniący go tłum, mężczyzna rzuca się do ucieczki. Usiłując przeskoczyć przez ogrodzenie, zaczepia o nie kajdankami i zawisa na nim, po czym zostaje niemal zlinczowany przez lokalną społeczność. Chandler ze współpracownikami przybywa na miejsce i przepycha się z tłumem ludzi, starając się dotrzeć do mężczyzny. Szamotaninę przerywa sprzedawca gazety z informacją, że „Mściciela” aresztowano. Detektywi pomagają zdjąć mężczyznę z ogrodzenia. Odzyskawszy siły w szpitalu, tytułowy lokator zamieszkuje z Daisy. Parę odwiedzają rodzice dziewczyny.

## Obsada
Opracowano na podstawie materiału źródłowego:

- Marie Ault – pani Bunting, właścicielka domu
- Arthur Chesney – pan Bunting, mąż właścicielki
- June Tripp – Daisy Bunting, córka właścicieli (wym. w napisach jako June)
- Malcolm Keen – Joe Chandler, detektyw i bliski przyjaciel Daisy[c]
- Ivor Novello – lokator[d]
- Eve Gray – tancerka, ofiara „Mściciela” (niewym. w czołówce)
- Reginald Gardiner – tancerz na balu (niewym. w czołówce)
- Alma Reville – podsłuchująca kobieta (niewym. w czołówce)
- Alfred Hitchcock – mężczyzna w biurze gazety (cameo)[e]

## Produkcja

### Scenariusz i przygotowania

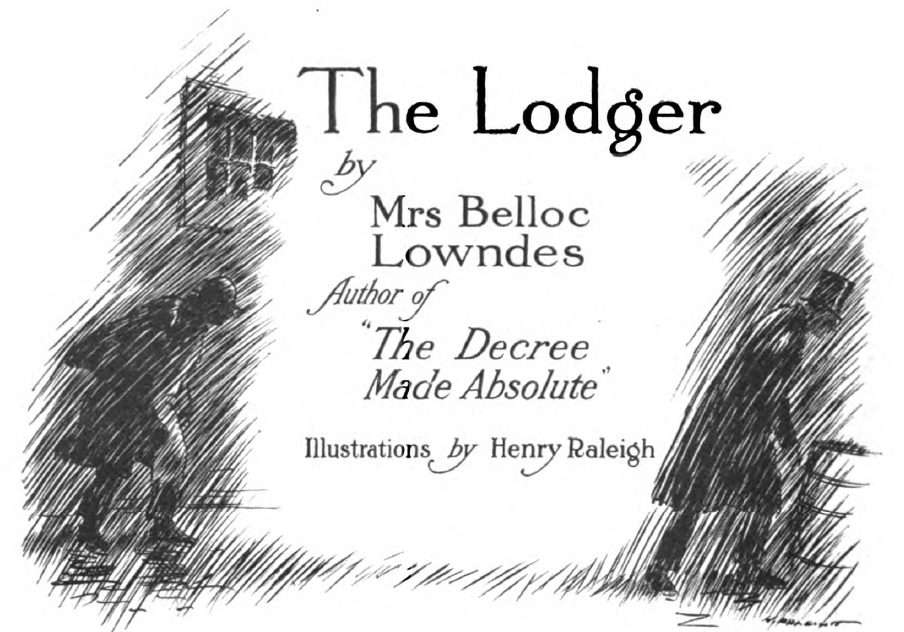
Podstawę scenariusza stanowiła powieść Marie Belloc Lowndes z 1913 (na zdj. tytułowa karta opowiadania z 1911 autorstwa Henry’ego Raleigha)

Gdy w grudniu 1925 Alfred Hitchcock przebywał w Niemczech, realizując dreszczowiec melodramatyczny Orzeł z gór (1927), Gainsborough Pictures zapowiedziało trzeci projekt w jego reżyserii. Główną inspiracją do realizacji Lokatora była historia seryjnego mordercy Kuby Rozpruwacza, któremu przypisuje się morderstwa jedenastu kobiet w londyńskiej dzielnicy Whitechapel pomiędzy 1888 a 1891. Podstawę scenariusza stanowiła opublikowana w 1913 bestsellerowa powieść The Lodger Marie Belloc Lowndes. Teatralną inscenizację pod tytułem Who Is He? – przygotowaną przez Horace’a Annesleya Vachella – Hitchcock oglądał w 1915. Reżysera szczególnie interesowały opowieści o morderstwach w ciemnych zaułkach East Endu oraz wizja nieznajomego, podążającego z chustą na twarzy i czarną torbą w ręku za bezbronnymi kobietami.

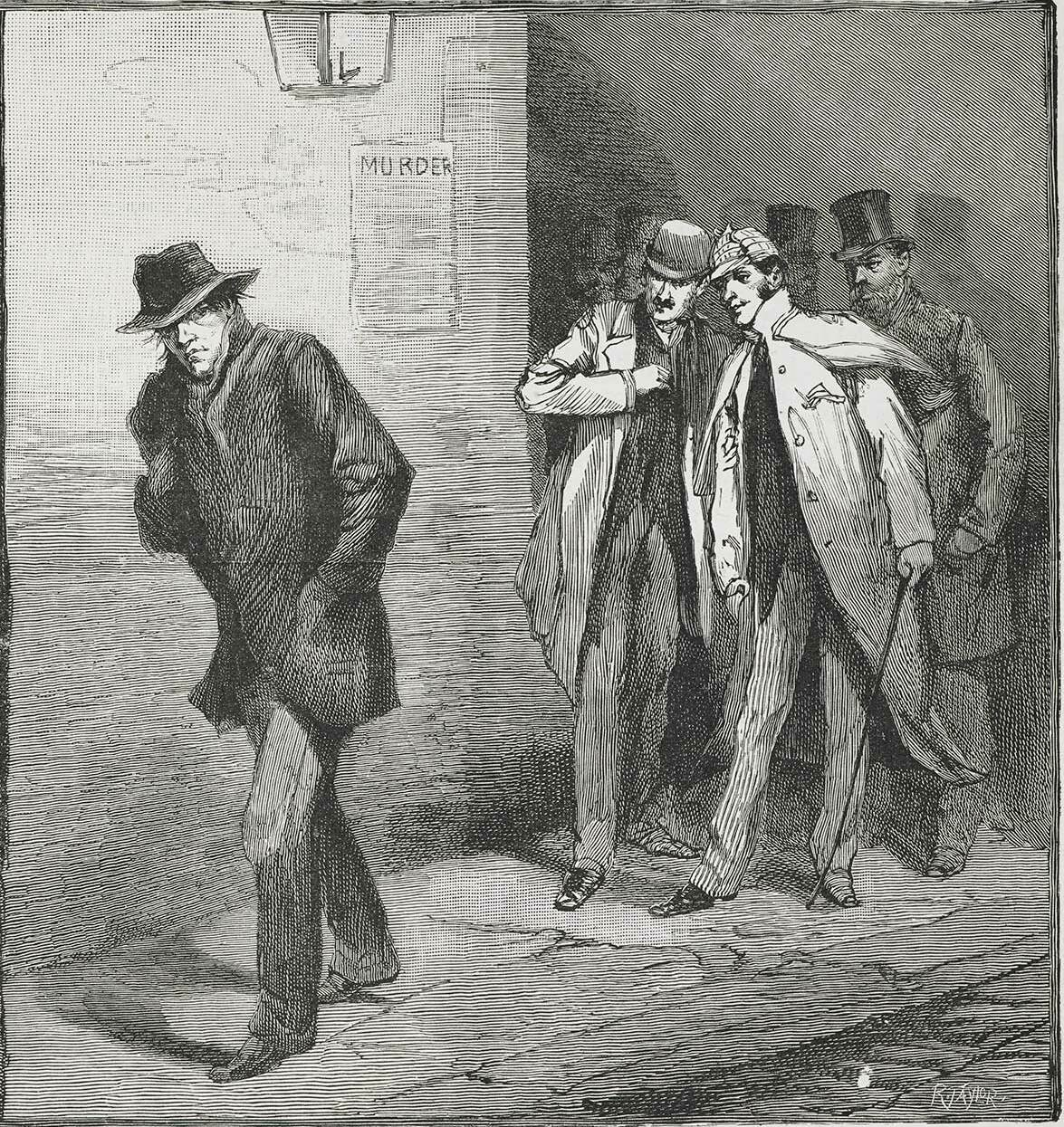
Fabuła Lokatora była inspirowana historią Kuby Rozpruwacza (na zdj. ilustracja z „The Illustrated London News” z 1888)

Na początku 1926 Eliot Stannard, przy niewielkiej pomocy Almy Reville, rozpoczął pracę nad scenariuszem. Hitchcock zajmował się rozbijaniem narracji na setki rysunków, które szkicowały ustawienie postaci i ich działania, a także pozycję kamery. Pierwotna wersja scenariusza zakładała, że film nie da jasnej odpowiedzi co do winy głównego bohatera. Jednak gdy Novello obsadzono w tytułowej roli, studio zleciło zmianę w scenariuszu. „Oni nie mogli pozwolić, aby Novello okazał się mordercą. Zdecydowała opinia publiczna i musieliśmy zmienić scenariusz, aby nie pozostawić cienia wątpliwości co do jego niewinności” – wspominał Hitchcock. W ocenie Patricka McGilligana taką decyzję wydał C.M. Woolf, który uważał, że sukces Lokatora zależeć będzie od wielbicielek aktora, a te mogłyby się zniechęcić, gdyby okazało się, że ma on zostać krwiożerczym „Mścicielem”. Biograf Novello, James Harding, napisał, że „Ivor nigdy nie miałby tylu admiratorek, gdyby uznano, że jest zdolny do nikczemności”. Sytuacja ta była sprzeczna z ideą cenionej przez Hitchcocka książki, w której tytułowy bohater unika zatrzymania ze strony policji, a jego dalsze losy, podobnie jak Kuby Rozpruwacza, pozostają nieznane. W stosunku do pierwowzoru literackiego, rozbudowano rolę Daisy Bunting, córki właścicielki domu.
McGilligan podkreślał, że w przeciwieństwie do powieści Lowndes, wszystkie ofiary „Mściciela” są „kędzierzawymi blondynkami”, co – w jego ocenie – stanowiło pierwszy przykład filmowej obsesji Hitchcocka na punkcie blondynek. Prace nad scenariuszem zostały zakończone po dwóch pierwszych miesiącach 1926. Stannard wprowadził do scenopisu szerokie plany pozwalające ukryć – jak pisał McGilligan, technikę „nudnych i atrakcyjnych póz Novello”. Hitchcock zachęcał autora scenariusza do wizualnych sugestii, lecz decydujący głos miała Reville, będąca „ekspertem w dziedzinie ciągłości akcji i montażu”.

### Casting
W lutym 1926 przedstawiciele Gainsborough Pictures poinformowali, że główną rolę zagra Ivor Novello, będący ówcześnie największą gwiazdą studia i jednym z najbardziej dochodowych aktorów tamtejszego box office’u. Jego wybór początkowo spotkał się z mieszanymi opiniami; zarzucano mu, że jest idolem popołudniówek, którego wcześniejsze sukcesy jako kompozytora musicali i romantycznych wprowadzeń do filmów nie były gwarancją tego, że aktor sprawdzi się w zupełnie odmiennej wizerunkowo roli podejrzanego o mordowanie kobiet. Hitchcock początkowo uważał, że Novello ciężko będzie odnaleźć się w takiej konwencji.
W roli państwa Buntingów obsadzono Marie Ault oraz Arthura Chesneya (Chesney był rodzonym bratem Edmunda Gwenna, z którym Hitchcock współpracował przez trzy dekady). Chcąc zaznaczyć romantyczny wątek, do roli podkochującego się w Daisy Bunting detektywa Joe Chandlera został zatrudniony Malcolm Keen, mający na swym koncie współpracę z Hitchcockiem przy realizacji Orła z gór. Kreację córki państwa Buntingów stworzyła June Tripp (jej teatralny pseudonim brzmiał June Howard-Tripp), tancerka i gwiazda komedii muzycznych, którą, podobnie jak i Novello, zaangażowano, nim scenariusz był ukończony.

### Realizacja
| „Krótko po przyjeździe z Berlina, Hitch był tak przejęty znaczeniem ujęć pod niezwykłym kątem i efektów świetlnych tworzących dramatyczną atmosferę, że scenę, która na ekranie miała trwać zaledwie trzy minuty, często kręciliśmy cały ranek.”– June Tripp |

Zdjęcia do Lokatora rozpoczęły się w marcu 1926, choć niektóre opracowania za początek realizacji błędnie podawały pierwsze dni maja. Reville pełniła funkcję asystentki Hitchcocka i sekretarki planu, Gaetano di Ventimiglia ponownie odpowiadał za zdjęcia, a Wilfred Arnold nadzorował scenografię. Budżet przeznaczony na realizację wyniósł 12 tys. funtów. Większą część filmu nagrywano w studiu przy Pool Street na Islington w północnej części Londynu, w którym zbudowano fragmenty centralnej dzielnicy Bloomsbury, miejsca toczącej się akcji. Wzniesiono również trzy elewacje budynku z wąskimi ścianami, niskimi sufitami, o wymiarach dokładnie odpowiadających budynkom zamieszkanym przez rodziny klasy średniej.
Operatorzy di Ventimiglia i Hal Young (drugiego z nich nie wymieniono w czołówce), razem z Hitchcockiem, szczególną wagę przykładali do stopniowania światła i światłocienia (fragmenty ciał aktorów poprzecinane są grą światłocieni), nagłych najazdów kamery i krętych schodów (szczególnie często ukazane są ujęcia z góry). Donald Spoto uważał, że zdjęcia kompleksowe i przesuwane sinusoidalnie – jako przykład przywoływał ujęcia realizowane na klatce schodowej, gdzie kamerę zawieszano na suficie i filmowano z jazdy bądź też z rusztowania – były bardzo ekonomiczne.

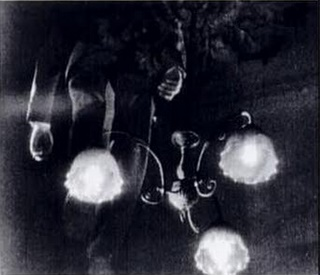
Widoczny na zdjęciu efekt z tzw. „przeszklonym” sufitem uchodził za nowatorski w połowie lat 20. XX wieku, gdy realizowano film

Reżyser pragnął, by w sekwencji otwierającej film pokazać ofiary mordercy, których ciała wyciągane są nocą z Tamizy, z mostem przy Charing Cross w tle. Władze Scotland Yardu nie wyraziły zgody na filmowanie na moście, wskutek czego Hitchcock wielokrotnie ponawiał prośbę, aż do momentu, gdy przedstawiciele policji wydali pozwolenie, pod warunkiem, że zdjęcia będą ukończone w ciągu jednej nocy. W wyniku zaistniałego pośpiechu nikt z ekipy filmowej nie był w stanie odnaleźć stron z zaplanowaną sceną. Dodatkowo operator zapomniał nałożyć nocne soczewki na kamerę.
Otwierającą film sceną jest twarz krzyczącej kobiety, co stanie się częstym u Hitchcocka emblematem kobiecej histerii i seksualności. Reżyser filmował głowę aktorki umieszczoną na tle szklanej płyty, z włosami wypełniającymi cały kadr. Następnie podświetlał twarz kobiety od spodu (podkreślając blond odcień koloru włosów) i z tej strony nagrywał postać z soczewkami skierowanymi od spodu – była to jedna z wielu technik, jakiej nauczył się w trakcie pobytu w Niemczech, podpatrując pracę i styl Friedricha Wilhelma Murnaua. W innej ze scen, gdy tytułowy lokator zostaje zaprowadzony na pierwsze piętro, schody stają się jednym z głównych tematów filmu – z jednej strony symbolizują tajemniczość i wspinanie się coraz wyżej, z drugiej zapowiadają grozę upadku.
W trakcie realizacji Hitchcock wykorzystywał szereg różnych technik, motywów filmowych i zbliżeń kamery, stanowiących zupełną nowość dla publiczności w owych czasach. Przykładem takiej sytuacji jest trwające niespełna 10 sekund ujęcie, w którym to zastosowano technikę „przeszklonego” sufitu, dzięki czemu rodzina Buntingów miała okazję obserwować kroki lokatora spod spodu. Zdaniem McGilligana była to najbardziej brawurowa sekwencja filmu. By uzyskać wspomniany efekt, reżyser filmował ujęcie przy użyciu szklanej podłogi o grubości jednego cala, dzięki czemu „słyszane” kroki były widoczne na ekranie. Mimo że Hitchcock w późniejszym czasie uważał trick za naiwny, współcześni historycy podkreślają, że pozostaje on jednym z bardziej uderzających momentów w historii filmu i wczesnych lat rozwoju kina kryminalnego. Dla zaznaczenia składników stylistycznych reżyser korzystał również z szeregu dostępnych środków technicznych, jak m.in. przenikanie, zaciemnienie oraz rozjaśnienie, zdjęcia nakładane czy też filmowanie z punktu widzenia postaci. Dużą wagę przykładał do wszelkich detali; scenę, w której Daisy wnosi metalową tacę nakrytą do śniadania po schodach, nagrano za dwudziestym razem, zanim, jak relacjonowała Tripp, Hitchcocka „zadowolił wyraz przerażenia mojej twarzy i atmosfera stworzona przez światłocienie”.
W jednej z końcowych scen filmu, gdy tytułowy lokator ucieka przed wzburzonym tłumem, zaczepia kajdankami o ogrodzenie, po czym zawisa na nim. Motyw z wykorzystaniem kajdanków stał się jednym z ulubionych i często powielanych w późniejszych produkcjach przez reżysera. Hitchcock przyznawał, że scena ta była świadomym nawiązaniem do Chrystusa. Okres zdjęciowy zakończył się w planowanym terminie sześciu tygodni.

### Postprodukcja

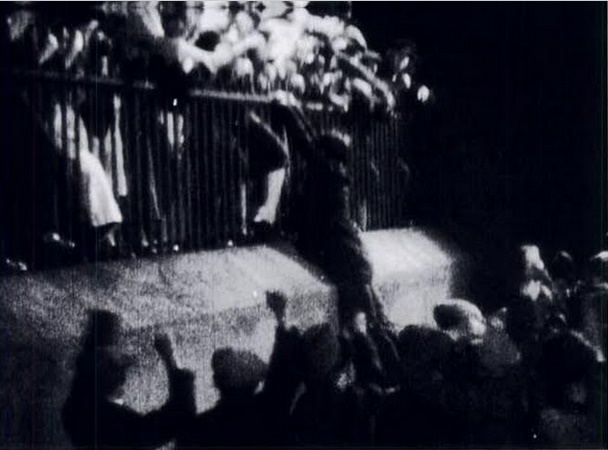
Sekwencja z Novello zawisającym na ogrodzeniu po ucieczce przed rozjuszonym tłumem, wymagała na etapie postprodukcji dokrętek i kilku poprawek

Kiedy produkcja dobiegła końca, w maju 1926 na łamach prasy branżowej pojawiały się informacje, że pracownicy wytwórni, którzy obejrzeli Lokatora, sądzą, iż będzie to dzieło sztuki. Według McGilligana była to jedynie prywatna opinia Cederica Balfrage’a, dyrektora marketingowego Gainsborough Pictures. Po specjalnej projekcji, przygotowanej dla odpowiedzialnego w studiu za dystrybucję C.M. Woolfa i reszty kierownictwa, oceny na temat filmu były podzielone, chociaż pojawiały się wśród nich zdania, że jest on bardziej stylowy oraz ekscytujący. Ani Hitchcock ani Reville nie byli obecni na wspomnianej projekcji, ponieważ przygotowując się do ślubu, Reville uczestniczyła w katolickich kursach przedmałżeńskich (zdaniem McGilligana „udali się na półtoragodzinny spacer ulicami Londynu”). Szefowie Gainsborough Pictures uznali Lokatora za kompletne fiasko; film oceniono jako „artystowski” i zrobiony z „zadęciem”. W pierwotnym założeniu, decyzją Woolfa, planowano odłożyć go na półkę. Zapisy na film zostały odwołane.
Michael Balcon, szef przedsiębiorstwa, nie chcąc stracić inwestycji w Novella, anulował termin głównego pokazu komercyjnego, na który zaproszono prasę, i przesunął go na koniec września. Zwrócił się o pomoc do założyciela London Film Society Ivora Montagu, który po obejrzeniu Lokatora uważał go za najlepszy pod względem technicznym brytyjski film, chwaląc narrację, dekoracje i zdjęcia kombinowane. Dokonał on kilku poprawek, eliminując m.in. długość niektórych scen i kart z komentarzami tekstowymi, co miało wpłynąć na gładszy tok akcji. Liczbę komentarzy w trakcie prac montażowych zniwelowano z ponad trzystu do osiemdziesięciu, zachowując jednak autorską wizję Hitchcocka, który początkowo był niezadowolony z ingerencji Montagu. Zaangażowano też Edwarda McKnighta Kauffera, by zaprojektował główne napisy oraz ich oprawę. Zastosowana przez niego typografia wzmocniła niemiecką estetykę filmu.
Montagu polecił Hitchcockowi ponowne nagranie kilku ujęć ostatniej sekwencji, w której rozjuszony londyński tłum goni lokatora, po czym brutalnie go atakuje. Jego zdaniem potrzebne to było do podniesienia temperatury filmu. Reżyser zastosował się do rady i w sierpniu dokonano niezbędnych dokrętek (niektórzy doszukiwali się we wspomnianej scenie inspiracji kinematografią radziecką). Hitchcock uważał, że film wiele zyskał na poprawkach Montagu, z którym od tej pory połączyła go bliska znajomość, lecz w późniejszych latach, przy okazji wielu dyskusji nad Lokatorem, nigdy nie wspomniał jego wkładu.

## Odbiór

### Premiera kinowa i recenzje
| „Lokator był pierwszym filmem, w którym wykorzystałem to, czego nauczyłem się w Niemczech. Działałem w tym filmie instynktownie; po raz pierwszy próbowałem własnego stylu. Istotnie więc można uważać Lokatora za mój pierwszy film.”– Alfred Hitchcock |

Specjalna projekcja dla przedstawicieli prasy i szefów kin odbyła się w połowie września 1926. Londyńska premiera Lokatora miała miejsce 17 stycznia 1927 w Marble Arch Pavilion przy Oxford Street. 17 lutego, lub – według części źródeł – 14, Lokator wszedł na ekrany kin w całej Wielkiej Brytanii, stając się hitem. Po raz pierwszy w historii brytyjskiego kina to reżyser otrzymywał lepsze opinie od aktorów występujących w filmie. Sukces ten przyczynił się do premiery w Anglii dwóch wcześniejszych produkcji Hitchcocka – Ogrodu rozkoszy (1925) i Orła z gór (1927), które zrealizowano w  Rzeszy Niemieckiej.
Po premierze prasa określała 26-letniego reżysera mianem „cudownego dziecka brytyjskiego filmu”, a jego nazwisko zaczęło być regularnie wymieniane w ankietach przeprowadzanych przez dystrybutorów na widzach kinoteatrów, którzy oddawali głosy na najpopularniejszego reżysera w Anglii. 10 czerwca 1928 Lokator miał premierę w Stanach Zjednoczonych.
Film spotkał się z przychylnym odbiorem zarówno ze strony krytyków, jak i brytyjskiej publiczności. Doceniono m.in. liczne aluzje erotyczne. Sam reżyser nazywał go „pierwszym naprawdę moim” i uważał, że Lokatorem zapoczątkował kształtowanie się jego stylu. „The Bioscope” uznał w swoim artykule z 16 września 1926, że „prawdopodobnie jest to najlepszy film, jaki kiedykolwiek wyprodukowano w Wielkiej Brytanii”, dodając, że „wyczucie wartości dramatycznych ze strony pana Hitchcocka jest wspaniałe, a sceny, zarówno indywidualnie, jak i w całej zbiorowości dzieła, ukazują rozwagę, staranne wykonanie i umiejętne podejście twórców. Tempo akcji stale się zmienia i nie ma tu raczej scen, o których można by powiedzieć, że są choć trochę za długie lub zbyt krótkie”. Blanche F. Livingston wystawiła filmowi na łamach nowojorskiego „Exhibitors Daily Review” negatywną ocenę, zaznaczając, że „początek Lokatora skłania do podejrzeń, że nadchodzi naprawdę dobry dreszczowiec, ale szybko wpada na prostą i wąską ścieżkę, i jak większość ludzi podążających tą drogą, staje się raczej bezbarwny”. W opinii brytyjskiej krytyk Iris Barry był on [film] błyskotliwy. „Picturegoer” określał Hitchcocka „Alfredem Wielkim”, z kolei dziennik „The Sydney Morning Herald” zwracał uwagę na oryginalność filmu, dzięki czemu uniknięto standardowych metod i pomysłów, zmierzających do standaryzacji produkcji z Hollywood. Autor recenzji wyrażał również pochlebną opinię na temat gry aktorskiej Novello, pisząc, że posiada on „dramatyczną głębię i żar”. Lokator był pierwszym sukcesem komercyjnym w dorobku Hitchcocka.

### Analizy i interpretacje

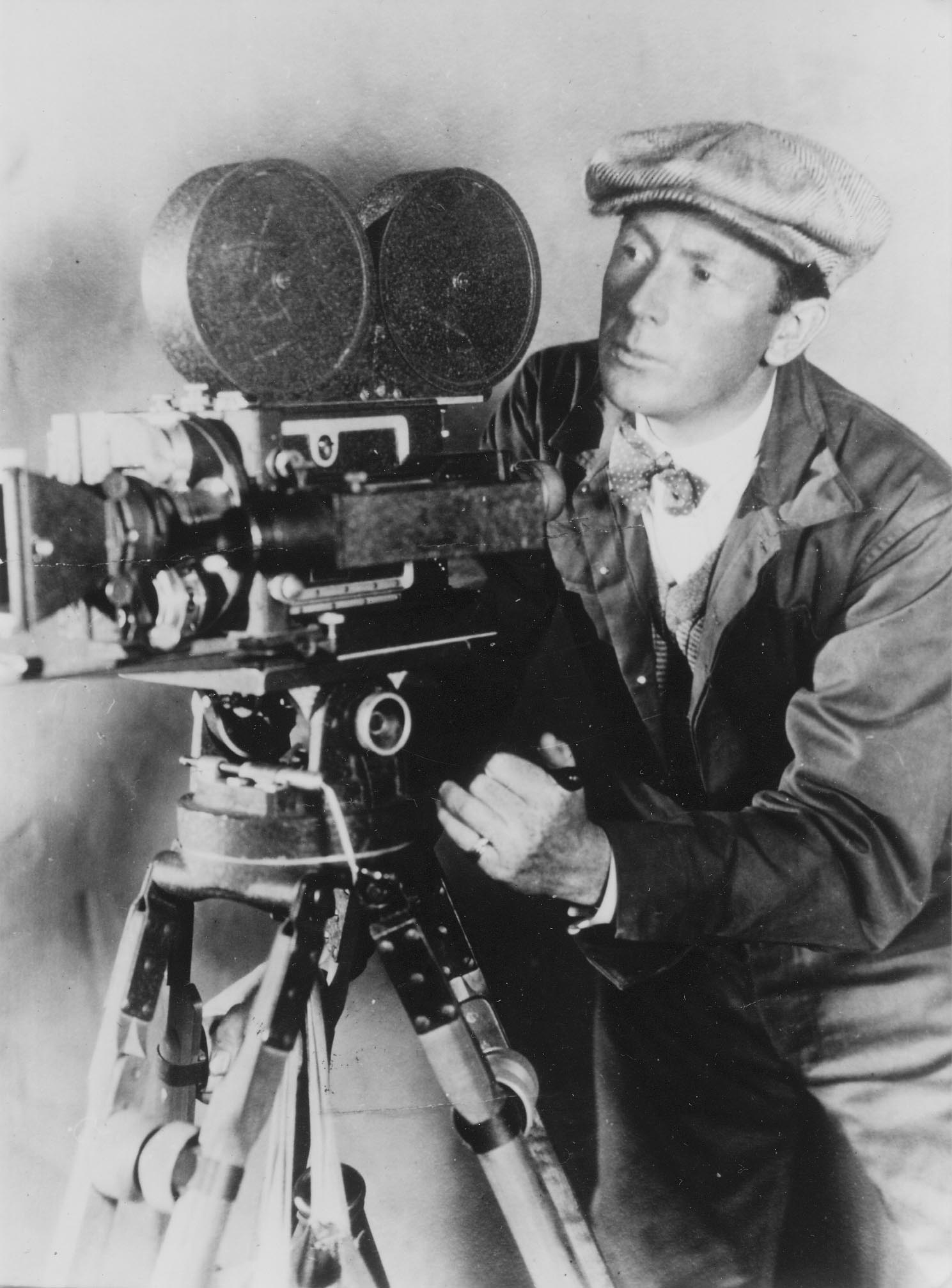
Friedrich Wilhelm Murnau (na zdj. w 1920), jeden z głównych przedstawicieli niemieckiego ekspresjonizmu, którego wpływy są widoczne w Lokatorze

We współczesnych opracowaniach i publikacjach naukowych Lokator opisywany jest jako „pierwszy prawdziwie hitchcockowski film”, który w znaczącym stopniu przyczynił się do rozwoju oraz ukształtowania dreszczowca jako gatunku filmowego, a także zapoczątkował charakterystyczny suspensowy styl reżysera. Obecne w filmie motywy przewodnie z historią niewinnego człowieka niesłusznie oskarżonego o zbrodnię, kajdankami (symbolizującymi utratę niewinności), przedmiotami służącymi jako dowód winy oraz chrześcijańską ikonografią, wyróżniały od tej pory twórczość reżysera. Większość autorów, ze względu na budowanie napięcia za pomocą środków montażowych (wyróżniano montaż równoległy), sposób konstruowania narracji, suspens, zmysł plastyczny i wirtuozerię formalną, postrzegała Lokatora jako ucieleśnienie „kina według Hitchcocka”, rzadziej dostrzegając umiejętność powiązania intrygi kryminalnej z kameralną opowieścią o rodzącym się uczuciu, a także specyficzne połączenie motywu niewinnego człowieka z historią psychopatycznego zabójcy (Hitchcock powrócił do tego w filmie Szał; 1972).
Charles Barr, autor książki Hitchcock English (2011), dostrzegał wzorcowy wariant opowieści edypalnej, skupiającej się na poszukiwaniu prawdy, piętnie przeszłości, przezwyciężaniu homoseksualnych skłonności oraz nawiązywaniu stosunków akceptowanych społecznie. Donald Spoto był zdania, że Hitchcock w Lokatorze „po raz pierwszy ujawnił skłonność kojarzenia seksu z morderstwem, zachwytu ze śmiercią”. W jego opinii motyw ten utorował późniejszą drogę angielskiego twórcy jako reżysera. Według niego uznanie dla Lokatora mogło wynikać z zasadniczych zmian, jakie zaszły w XIX-wiecznym społeczeństwie, które całkowicie przekształciły społeczną i ekonomiczną strukturę w Wielkiej Brytanii – wzrost lokalnych zbrodni, stres psychiczny, niepewność natury oraz świata zbiegły się z postępem technologii, stwarzając nieograniczone możliwości dostarczania ludziom rozrywki. Dla Spoto Hitchcock w Lokatorze poruszył te problemy społeczne „być może lepiej niż ktokolwiek inny”.
François Truffaut przyznawał, że Lokator jest „piękny i świadczy o wielkiej pomysłowości wizualnej”. Jim McDevitt i Eric San Juan, autorzy książki A Year of Hitchcock: 52 Weeks with the Master of Suspense (2009), zwracali swoją uwagę, że już w pierwszej scenie, przedstawiającej twarz krzyczącej kobiety, Hitchcock wprowadza złowrogi nastrój oraz elementy, które zaczynają budować napięcie, po czym historia eksploduje w chaotycznym i pełnym zwrotów akcji punkcie kulminacyjnym. Według nich reżyser dokonał stosownych wyborów również w odniesieniu do komentarza tematycznego oraz symboliki (jako przykład autorzy podają scenę, w której Daisy i lokator grają w szachy, co – ich zdaniem – jest ciekawą metodą rozwijania relacji między obiema postaciami, a partie szachowe służą jako metafora gier, w które grają ze sobą). Krzysztof Loska, autor monografii Hitchcock – Autor wśród gatunków (2002), prócz wymiaru wizualnego, wyróżniał rolę wymiaru hermeneutycznego; w jego ocenie tekst filmu posługuje się perwersyjną strategią, polegającą na zmyleniu uwagi widza. Postrzegał on Lokatora jako opowieść grozy i historię miłosną, w której centralną postacią jest stęskniona za romantycznym uczuciem i szczęściem Daisy. Podejmowane przez nią decyzje prowadzą do  klasycznego „trójkąta”, a następnie do osobistej zemsty, mającej związek z odrzuceniem przez nią uczuć Joe Chandlera. Dla Loski film opiera się na konflikcie między sekretną obsesją na tle tajemniczego psychopaty a pragnieniem znalezienia prawdziwej miłości.
Lindsay Steenberg napięte tempo, błędne utożsamianie i narracyjną strategię błędnego ukierunkowania uważała za jeden z podstawowych motywów w twórczości Hitchcocka. Zaznaczała, że historia przedstawiona w Lokatorze zostaje rozwikłana poprzez pokazanie, a nie opowiadanie. Jako przykład opowiadania wizualnego przywoływała sekwencję, w której pani Bunting, Daisy i Joe Chandler nasłuchują jak lokator krąży po pokoju tuż nad nimi (Hitchcock uważał, że pracę przy filmach powinno zaczynać się od poznania techniki wizualnego opowiadania historii, stosowanej przez pionierów kina niemego, m.in. Georges’a Mélièsa).
Maurice Yacowar, autor książki Hitchcock’s British Films (2010), jako czynniki podpierające główny motyw filmu – złudność pozorów i niesprawiedliwość osądzania samym zmysłem – wymieniał suspens, szok (wstrząs) oraz romantyzm. Patrick McGilligan uważał, że „film był urzekający jak na swój czas”, a „jego pełne grozy napięcie i okresowe wybuchy gwałtowności doskonale wyważone”. Zwracał też uwagę, że Tripp „stworzyła typ hitchcockowskiej kobiety, tak jak Novello stał się wzorcem mężczyzny”. Peter Ackroyd zaznaczał, że w Lokatorze reżyser umiejętnie połączył wiktoriański melodramat z technikami ekspresjonistycznymi. William Rothman, autor książki Hitchcock – The Murderous Gaze (1982), napisał: „Lokator nie jest pracą ucznia, ale dziełem, ostatecznie określającym Hitchcocka jako artystę. Tematycznie i stylistycznie w pełni charakteryzuje jego pisarstwo filmowe […] Scenopis Lokatora w tym sensie jest zadziwiająco pełen wyobraźni i kompleksowy. Każde ujęcie, kadrowanie i cięcie mają znaczenie”. Rothman, odnosząc się do wizualnego aspektu, podkreślał  obecność licznych ujęć przedstawiających proste równoległe, przecinające wertykalnie kadr (spojrzenia kamery zza balustrady,  zbliżenia metalowych prętów ogrodzenia w parku), które na płaszczyźnie fabularnej mają symbolizować uwięzienie lub osamotnienie głównego bohatera oraz granicę oddzielającą widzów od świata przedstawionego.
Biografowie i historycy zgodnie podkreślają, że w Lokatorze zauważalne są wpływy niemieckiej tradycji ekspresjonistycznej – utrwalonej m.in. w horrorach Gabinet doktora Caligari (1920, reż. Robert Wiene) czy Nosferatu – symfonia grozy (1922, reż. Friedrich Wilhelm Murnau) – poprzez gotycką atmosferę, subiektywną pracę kamery, zniekształcające perspektywę odbicia w lustrze, wyolbrzymioną scenografię, starannie przygotowany mise en scène, a także schematy oświetlania, współgrające z intensywnymi cieniami.

## Inne wersje

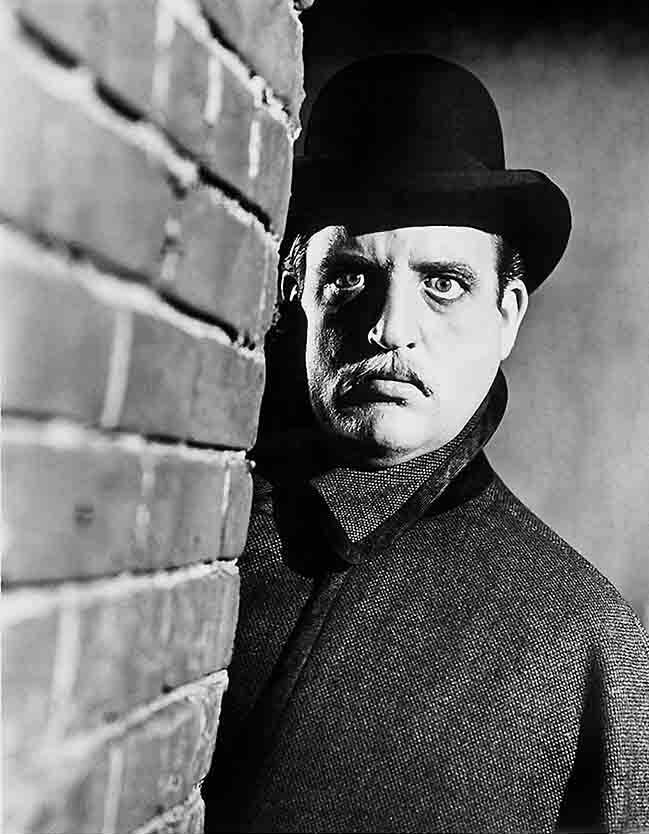
Laird Cregar w filmie Lokator (1944)

Wraz z pojawieniem się technologii dźwiękowej w produkcjach filmowych pod koniec lat 20. XX wieku, Maurice Elvey zrealizował w 1932 brytyjski remake pod tytułem Lokator, w którym tytułową rolę ponownie odegrał Ivor Novello. Partnerowała mu Elizabeth Allan jako Daisy. Na początku lat 40. Hitchcock przymierzał się do wyreżyserowania kolorowej wersji filmu, lecz miał problemy z uzyskaniem praw autorskich. Gdy udało się je odkupić, chcąc zwiększyć szanse ponownej ekranizacji, zdecydował się na adaptację radiową Lokatora. W tym celu wypożyczył dwoje z głównych aktorów z Zagranicznego korespondenta (1940) – Herberta Marshalla jako pana Sleutha (lokatora) oraz Edmunda Gwenna (którego angielska waluta pomogła przy zakupie praw) do roli gospodarza domu. Lokatora nadano 22 lipca 1940 w amerykańskiej stacji CBS Radio jako odcinek cyklu Forecast. Liczne nieporozumienia – głównie w kwestiach finansowych – ze swoim ówczesnym agentem Myronem Selznickiem i jego bratem Davidem spowodowały, że reżyser zaniechał prób ekranizacji Lokatora jesienią 1941.
Nową, amerykańską wersję Lokatora sfilmował w 1944 dla studia 20th Century Fox John Brahm, a w głównych rolach wystąpili Merle Oberon, George Sanders, Laird Cregar i Cedric Hardwicke. W rozmowie z Robertem Blochem Hitchcock przyznał, że remake ten zrobiono „bez polotu” i „nie było w nim żadnej sugestii, a jedynie kawa na ławę”. Trzecia odsłona filmu, również wyprodukowana przez 20th Century Fox, powstała w 1953 pod tytułem Man in the Attic (reż. Hugo Fregonese). Zdaniem angielskiego reżysera wszystkie filmowe remaki Lokatora były „zbyt wykoncypowane”.

## Rekonstrukcja
W 2012, w ramach projektu „Save the Hitchcock 9.”, amerykańskie organizacje non-profit The Film Foundation (TFF) oraz Hollywoodzkie Stowarzyszenie Prasy Zagranicznej (HFPA) sfinansowały proces rekonstrukcji kilku niemych produkcji w reżyserii Hitchcocka, w tym Ogrodu rozkoszy (1925), Lokatora i Szantażu (1929). Przeprowadził go Brytyjski Instytut Filmowy (BFI National Archive) we współpracy z ITV Studios Global Entertainment, Network Releasing i Park Circus Films. Ponieważ oryginalna taśma filmowa Lokatora nie zachowała się do czasów współczesnych, jako główny materiał źródłowy do wykonania renowacji posłużyło kilka odbitek azotanowych przechowywanych przez BFI National Archive od lat 40. XX wieku i innych materiałów, które uzupełniono na przestrzeni lat. Kilkaset godzin poświęcono m.in. na usuwanie różnego rodzaju zabrudzeń i naprawianie zniszczeń, co w konsekwencji doprowadziło do oczyszczenia obrazu zrekonstruowanej wersji. W pierwotnym wydaniu obraz Lokatora był przyciemniony i o zharmonizowanym odcieniu, a do uzyskania tego efektu użyto różnych kolorów. Wcześniejsze rekonstrukcje fotochemiczne pozwoliły na odtworzenie wspomnianego efektu, lecz cyfrowe systemy obrazowania zapewniły regulację kontrastu i głębi kolorów, aby zagwarantować równowagę z podstawową czarno-białą kinematografią. Szczególną uwagę zwrócono na nocne sekwencje osadzone w gęstej mgle, stonowane na niebiesko i zabarwione bursztynowym odcieniem. Czas trwania filmu po rekonstrukcji wynosi 90 minut (kopie Lokatora na DVD trwają 89 minut).